# Istoria Republicii Palau
Istoria Republicii Palau ar fi început acum trei mii de ani, iar Ruy López de Villalobos este primul european care a observat această țară.

## Așezarea și descoperirea europeană
Palau a fost locuit de cel puțin trei mii de ani de populații, probabil din Filipine sau din Asia de Sud-Est insulară, conform unei mișcări migratorii care a început în regiune în urmă cu cinci mii de ani.
Insulele sunt observate pentru prima dată de europeni când spaniolul Ruy López de Villalobos le abordează în 1543. Nativii spun că provin din insula „Pais” sau „Fais”, astfel că palauanii o numesc Islas Pais o Palau, adică în română„Insulele Pais sau Palau”. Alte ipoteze explică acest nume ca implicând termenul castilian pentru „catarg”, denaturarea termenului paraos care înseamnă „canoe” sau denaturarea termenului malaezian și indonezian pulau, care înseamnă „insulă”.

## Colonizarea
Britanicii au navigat în regiune în secolul al XVIII-lea și au revendicat insula între 1784 și 1800 sub numele de Insulele Pelew. În timpul acestor explorări, nava Antelope a căpitanului Henry Wilson eșuează pe una dintre insule în 1783. Reocupate de Spania în 1875 sub numele de Islas Palaos, au fost evanghelizați și alfabetizați de călugării capucini. Disputa dintre Germania și Spania pentru suveranitatea acestor insule a fost soluționată în 1875 de papa Leon al XIII-lea, care a confirmat suveranitatea spaniolă. Învinsă în timpul războiului hispani-american, Spania a pierdut Palau, care a fost vândut Germaniei în 1899 împreună cu celelalte insule Caroline și a devenit parte din Noua Guinee germană.
Ocupate de Japonia din 8 octombrie 1914, au fost pierdute către Statele Unite la 15 septembrie 1944 care le-au administrat din 18 iulie 1947 ca parte a teritoriului de încredere al Insulelor Pacific încredințate de un mandat al Națiunilor Unite.

## Independența
În 1978 și 1979, referendumurile au dus la o evoluție diferită pentru districtele teritoriului. Patru dintre cele șase districte vor forma un stat federal care vor deveni Statele Federate ale Microneziei în 1990, în timp ce Insulele Marshall și Palau aleg independența separată. În cazul Palau, o constituție este întocmită să intre în vigoare la 1 ianuarie 1981, se semnează un tratat de asociere liberă cu Statele Unite în 1982, constituția este modificată de opt ori și intră în vigoare la 1 octombrie 1994, marcând sfârșitul tutelei și independența efectivă. Noua țară este admisă în cadrul Națiunilor Unite înainte de sfârșitul aceluiași an. Sărbătoarea națională este stabilită pentru 9 iulie, data primului referendum constituțional din 1978, când locuitorii din Palau au decis să nu se asocieze cu celelalte districte ale teritoriului.